# 傑羅姆 (愛達荷州)
傑羅姆（英語：Jerome）是一個位於美國愛達荷州傑羅姆縣的城市。根據2010年美國人口普查，該地人口為10890人，而該地的面積約為14.44平方千米。同時該地也是傑羅姆縣的縣治。

## 地理
傑羅姆的座標為42°43′29″N 114°31′03″W / 42.72472°N 114.51750°W，而該地的平均海拔高度為1147米（即3763英尺）。